# Copa de la CEI 1996
La Copa de la CEI 1996 es la tercera edición de este torneo de fútbol a nivel de clubes organizado por la Unión de Fútbol de Rusia y que contó con la participación de 16 equipos representantes de los países que conformaban la Unión Soviética.
El FC Dinamo de Kiev de Ucrania venció al Spartak-Alania Vladikavkaz de Rusia en la final jugada en Moscú para ser el primer equipo de Ucrania en ganar el torneo. 
El FC Spartak de Moscú, campeón de las anteriores tres ediciones, no clasificó a esta edición.

## Participantes
| Equipo                     | Clasificación                                                       | Apariciones |
| -------------------------- | ------------------------------------------------------------------- | ----------- |
| Spartak-Alania Vladikavkaz | Campeón de la 1995 Russian Top League                               | 1           |
| Dynamo Kiev                | Campeón de la 1994–95 Vyshcha Liha                                  | 1           |
| Dinamo Minsk               | Campeón de la 1995 Belarusian Premier League                        | 3           |
| Žalgiris Vilnius           | Líder de la 1995–96 A Lyga tras la pausa invernal                   | 2           |
| Skonto Riga                | Campeón de la 1995 Latvian Higher League                            | 4           |
| Flora Tallinn              | Campeón de la 1994–95 Meistriliiga                                  | 2           |
| Zimbru Chișinău            | Campeón de la 1994–95 Moldovan National Division                    | 4           |
| Dinamo Tbilisi             | Campeón de la 1994–95 Umaglesi Liga                                 | 4           |
| Kapaz Ganja                | Campeón de la 1994–95 Azerbaijan Top League                         | 1           |
| Pyunik Yerevan             | Líder de la 1995–96 Armenian Premier League tras la pausa invernal  | 1           |
| Yelimay Semipalatinsk      | Campeón de la 1995 Kazakhstan Premier League                        | 2           |
| Neftchi Fergana            | Campeón de la 1995 Uzbek League                                     | 2           |
| Pamir Dushanbe             | Campeón de la 1995 Tajik League                                     | 1           |
| Kant-Oil-Semetey           | Campeón de la 1995 Kyrgyzstan League                                | 2           |
| Köpetdag Aşgabat           | Campeón de la 1995 Ýokary Liga                                      | 4           |
| Rusia                      | Equipo no oficial. No es elegible para avanzar de la fase de grupos | 3           |

## Fase de grupos

### Grupo A

#### Tabla no oficial
| Equipo          | J | G | E | P | GF | GC | GD | Pts |
| --------------- | - | - | - | - | -- | -- | -- | --- |
| Skonto Riga     | 3 | 3 | 0 | 0 | 7  | 4  | +3 | 9   |
| Rusia           | 3 | 2 | 0 | 1 | 7  | 4  | +3 | 6   |
| Neftchi Fergana | 3 | 1 | 0 | 2 | 4  | 5  | -1 | 3   |
| Zimbru Chișinău | 3 | 0 | 0 | 3 | 2  | 7  | -5 | 0   |

#### Tabla Oficial
| Equipo          | J | G | E | P | GF | GC | GD | Pts |
| --------------- | - | - | - | - | -- | -- | -- | --- |
| Skonto Riga     | 2 | 2 | 0 | 0 | 4  | 2  | +2 | 6   |
| Neftchi Fergana | 2 | 1 | 0 | 1 | 3  | 3  | 0  | 3   |
| Zimbru Chișinău | 2 | 0 | 0 | 2 | 2  | 4  | -2 | 0   |

| 26 de enero de 1996 | Zimbru Chișinău | 1 – 2 | Neftchi Fergana  | Dynamo Manage, Moscú                                        |                                                             |
|                     | Spânu 38'       |       | Andreyev 78' 87' | Asistencia: 300 espectadores Árbitro(s): Algirdas Dubinskas | Asistencia: 300 espectadores Árbitro(s): Algirdas Dubinskas |

| 26 de enero de 1996 | Skonto Riga                                        | 3 – 2 | Rusia                      | Dynamo Manage, Moscú                                     |                                                          |
|                     | Babičevs 37' · Zemļinskis 50' (pen.) · Baushev 68' |       | Krivov 70' · Movsisyan 77' | Asistencia: 300 espectadores Árbitro(s): Khagani Mamedov | Asistencia: 300 espectadores Árbitro(s): Khagani Mamedov |

| 27 de enero de 1996 | Rusia            | 2 – 1 | Neftchi Fergana | Dynamo Manage, Moscú                                    |                                                         |
|                     | Khokhlov 25' 39' |       | Pisarev 85'     | Asistencia: 500 espectadores Árbitro(s): Oleg Timofejev | Asistencia: 500 espectadores Árbitro(s): Oleg Timofejev |

| 27 de enero de 1996 | Skonto Riga                   | 2 – 1 | Zimbru Chișinău | CSKA Palace of Sports, Moscú                               |                                                            |
|                     | Zemļinskis 59' · Štolcers 72' |       | Rebeja 41'      | Asistencia: 1,000 espectadores Árbitro(s): Serhiy Tatulian | Asistencia: 1,000 espectadores Árbitro(s): Serhiy Tatulian |

| 29 de enero de 1996 | Zimbru Chișinău | 0 – 3 | Rusia                                | Spartak Manege, Moscú                                        |                                                              |
|                     |                 |       | Semak 7' · Sikoyev 27' · Davydov 61' | Asistencia: 200 espectadores Árbitro(s): Kadyrbek Chynybekov | Asistencia: 200 espectadores Árbitro(s): Kadyrbek Chynybekov |

| 29 de enero de 1996 | Neftchi Fergana | 1 – 2 | Skonto Riga                  | Spartak Manege, Moscú                                    |                                                          |
|                     | Ni 35' (pen.)   |       | Astafjevs 55' · Štolcers 65' | Asistencia: 250 espectadores Árbitro(s): Valentin Ivanov | Asistencia: 250 espectadores Árbitro(s): Valentin Ivanov |

### Grupo B
| Equipo                     | J | G | E | P | GF | GC | GD  | Pts |
| -------------------------- | - | - | - | - | -- | -- | --- | --- |
| Spartak-Alania Vladikavkaz | 3 | 3 | 0 | 0 | 13 | 0  | +13 | 9   |
| Yelimay Semipalatinsk      | 3 | 2 | 0 | 1 | 7  | 4  | +3  | 6   |
| Pyunik Yerevan             | 3 | 0 | 1 | 2 | 1  | 8  | -7  | 1   |
| Kant-Oil-Semetey           | 3 | 0 | 1 | 2 | 1  | 10 | -9  | 1   |

| 26 de enero de 1996 | Pyunik Yerevan | 0 – 3 | Yelimay Semipalatinsk                               | Spartak Manege, Moscú                                      |                                                            |
|                     |                |       | Miroshnichenko 7' · Kainazarov 29' · Litvinenko 47' | Asistencia: 300 espectadores Árbitro(s): Lom-Ali Ibragimov | Asistencia: 300 espectadores Árbitro(s): Lom-Ali Ibragimov |

| 26 de enero de 1996 | Spartak-Alania Vladikavkaz                                                            | 5 – 0 | Kant-Oil-Semetey | CSKA Palace of Sports, Moscú                             |                                                          |
|                     | Tedeyev 11' · Qosimov 19' · Revishvili 39' · Kavelashvili 49' · Suleymanov 76' (pen.) |       |                  | Asistencia: 2,000 espectadores Árbitro(s): Romāns Lajuks | Asistencia: 2,000 espectadores Árbitro(s): Romāns Lajuks |

| 27 de enero de 1996 | Kant-Oil-Semetey | 0 – 4 | Yelimay Semipalatinsk                               | Spartak Manege, Moscú                                      |                                                            |
|                     |                  |       | Litvinenko 19' 39' · Kainazarov 53' · Fridental 68' | Asistencia: 2,200 espectadores Árbitro(s): Viktor Filippov | Asistencia: 2,200 espectadores Árbitro(s): Viktor Filippov |

| 27 de enero de 1996 | Spartak-Alania Vladikavkaz                                         | 4 – 0 | Pyunik Yerevan | CSKA Palace of Sports, Moscú                        |                                                     |
|                     | Qosimov 11' · Suleymanov 12' · Yanovsky 15' · Gevorgyan 50' (a.g.) |       |                | Asistencia: 350 espectadores Árbitro(s): Vadim Zhuk | Asistencia: 350 espectadores Árbitro(s): Vadim Zhuk |

| 29 de enero de 1996 | Pyunik Yerevan | 1 – 1 | Kant-Oil-Semetey | Dynamo Manage, Moscú                                    |                                                         |
|                     | Khachatryan 7' |       | Mirshanov 77'    | Asistencia: 350 espectadores Árbitro(s): Oleg Timofejev | Asistencia: 350 espectadores Árbitro(s): Oleg Timofejev |

| 29 de enero de 1996 | Yelimay Semipalatinsk | 0 – 4 | Spartak-Alania Vladikavkaz                           | CSKA Palace of Sports, Moscú                                 |                                                              |
|                     |                       |       | Revishvili 12' · Yanovsky 27' 86' · Kavelashvili 50' | Asistencia: 3,000 espectadores Árbitro(s): Allabergen Sapaev | Asistencia: 3,000 espectadores Árbitro(s): Allabergen Sapaev |

### Grupo C
| Equipo           | J | G | E | P | GF | GC | GD | Pts |
| ---------------- | - | - | - | - | -- | -- | -- | --- |
| Dinamo Minsk     | 3 | 3 | 0 | 0 | 10 | 5  | +5 | 9   |
| Dynamo Kiev      | 3 | 2 | 0 | 1 | 6  | 3  | +3 | 6   |
| Köpetdag Aşgabat | 3 | 1 | 0 | 2 | 7  | 8  | -1 | 3   |
| Flora Tallinn    | 3 | 0 | 0 | 3 | 1  | 8  | -7 | 0   |

| 26 de enero de 1996 | Köpetdag Aşgabat                                 | 3 – 5 | Dinamo Minsk                                                          | Spartak Manege, Moscú                                      |                                                            |
|                     | Seydiev 38' (pen.) · Plyuşçenko 61' · Hamibi 84' |       | Byalkevich 3' 89' · M.Makowski 29' · Khatskevich 42' · U.Makowski 48' | Asistencia: 300 espectadores Árbitro(s): Aleksandr Borisov | Asistencia: 300 espectadores Árbitro(s): Aleksandr Borisov |

| 26 de enero de 1996 | Dynamo Kiev                  | 2 – 0 | Flora Tallinn | CSKA Palace of Sports, Moscú                                    |                                                                 |
|                     | Leonenko 21' · Shkapenko 74' |       |               | Asistencia: 2,500 espectadores Árbitro(s): Vladimir Ovchinnikov | Asistencia: 2,500 espectadores Árbitro(s): Vladimir Ovchinnikov |

| 27 de enero de 1996 | Dynamo Kiev                     | 2 – 0 | Köpetdag Aşgabat | Dynamo Manage, Moscú                                      |                                                           |
|                     | Holovko 57' · Shmatovalenko 61' |       |                  | Asistencia: 2,000 espectadores Árbitro(s): Sergei Anokhin | Asistencia: 2,000 espectadores Árbitro(s): Sergei Anokhin |

| 27 de enero de 1996 | Flora Tallinn | 0 – 2 | Dinamo Minsk                 | Spartak Manege, Moscú                                    |                                                          |
|                     |               |       | U.Makowski 24' · Kachura 49' | Asistencia: 350 espectadores Árbitro(s): Slavik Kazaryan | Asistencia: 350 espectadores Árbitro(s): Slavik Kazaryan |

| 29 de enero de 1996 | Köpetdag Aşgabat                               | 4 – 1 | Flora Tallinn | Dynamo Manage, Moscú                              |                                                   |
|                     | Agaýew 25' 66' · Mohhamadi 29' · A.Meredow 61' |       | Krõm 41'      | Asistencia: 150 espectadores Árbitro(s): A.Alimov | Asistencia: 150 espectadores Árbitro(s): A.Alimov |

| 29 de enero de 1996 | Dinamo Minsk                     | 3 – 2 | Dynamo Kiev                    | Dynamo Manage, Moscú                                      |                                                           |
|                     | U.Makowski 43' 90' · Mayorov 88' |       | Kosovskyi 44' · Shevchenko 74' | Asistencia: 2,000 espectadores Árbitro(s): Andrei Butenko | Asistencia: 2,000 espectadores Árbitro(s): Andrei Butenko |

### Grupo D
| Equipo           | J | G | E | P | GF | GC | GD  | Pts |
| ---------------- | - | - | - | - | -- | -- | --- | --- |
| Žalgiris Vilnius | 3 | 2 | 0 | 1 | 8  | 4  | +4  | 6   |
| Dinamo Tbilisi   | 3 | 2 | 0 | 1 | 13 | 3  | +10 | 6   |
| Pamir Dushanbe   | 3 | 1 | 0 | 2 | 5  | 16 | -11 | 3   |
| Kapaz Ganja      | 3 | 1 | 0 | 2 | 3  | 6  | -3  | 3   |

| 26 de enero de 1996 | Dinamo Tbilisi | 9 – 0 | Pamir Dushanbe | Dynamo Manage, Moscú                                      |                                                           |
|                     | Anchabadze 21' · Gogichaishvili 29' (pen.) 39' 50' · Kobiashvili 38' · Shaimov 73' (a.g.) · Mujiri 78' · Khomeriki 79' · Iashvili 89' |       |                | Asistencia: 1,300 espectadores Árbitro(s): Andrei Butenko | Asistencia: 1,300 espectadores Árbitro(s): Andrei Butenko |

| 26 de enero de 1996 | Žalgiris Vilnius | 0 – 1 | Kapaz Ganja    | Spartak Manege, Moscú                                      |                                                            |
|                     |                  |       | A.Mammadov 35' | Asistencia: 500 espectadores Árbitro(s): Merab Malaguradze | Asistencia: 500 espectadores Árbitro(s): Merab Malaguradze |

| 27 de enero de 1996 | Pamir Dushanbe                                 | 3 – 2 | Kapaz Ganja                       | Spartak Manege, Moscú                                   |                                                         |
|                     | Kamaletdinov 7' · Zardov 31' · Kh.Fuzailov 73' |       | Allahverdiyev 45' · R.Ahmadov 51' | Asistencia: 400 espectadores Árbitro(s): Nail Lutfullin | Asistencia: 400 espectadores Árbitro(s): Nail Lutfullin |

| 27 de enero de 1996 | Dinamo Tbilisi | 1 – 3 | Žalgiris Vilnius                      | Dynamo Manage, Moscú                                       |                                                            |
|                     | Demetradze 73' |       | Jankauskas 48' 57' · Pukelevičius 83' | Asistencia: 2,800 espectadores Árbitro(s): Valentin Ivanov | Asistencia: 2,800 espectadores Árbitro(s): Valentin Ivanov |

| 29 de enero de 1996 | Žalgiris Vilnius                                  | 5 – 2 | Pamir Dushanbe            | Spartak Manege, Moscú                                         |                                                               |
|                     | Rimkus 3' 32' 45' · Tereškinas 52' · A.Steško 71' |       | Jabborov 5' · Knyazev 87' | Asistencia: 100 espectadores Árbitro(s): Vladimir Ovchinnikov | Asistencia: 100 espectadores Árbitro(s): Vladimir Ovchinnikov |

| 29 de enero de 1996 | Kapaz Ganja | 0 – 3 | Dinamo Tbilisi                                      | CSKA Palace of Sports, Moscú                                |                                                             |
|                     |             |       | Iashvili 10' · Kerdzevadze 76' · Gogichaishvili 83' | Asistencia: 2,500 espectadores Árbitro(s): Sergei Khusainov | Asistencia: 2,500 espectadores Árbitro(s): Sergei Khusainov |

## Fase Final

### Cuartos de final
| 30 de enero de 1996 | Dinamo Minsk                    | 2 – 1 | Dinamo Tbilisi   | Dynamo Manage, Moscú                                       |                                                            |
|                     | U.Makowski 75' · Byalkevich 34' |       | Tskitishvili 75' | Asistencia: 2,500 espectadores Árbitro(s): Viktor Filippov | Asistencia: 2,500 espectadores Árbitro(s): Viktor Filippov |

| 30 de enero de 1996 | Skonto Riga | 1 – 0 | Yelimay Semipalatinsk | CSKA Palace of Sports, Moscú                             |                                                          |
|                     | Baushev 79' |       |                       | Asistencia: 500 espectadores Árbitro(s): Serhiy Tatulian | Asistencia: 500 espectadores Árbitro(s): Serhiy Tatulian |

| 30 de enero de 1996 | Žalgiris Vilnius | 0 – 3 | Dynamo Kiev                           | Dynamo Manage, Moscú                                        |                                                             |
|                     |                  |       | Pokhlebayev 53' 69' (pen.) 90' (pen.) | Asistencia: 2,000 espectadores Árbitro(s): Sergei Khusainov | Asistencia: 2,000 espectadores Árbitro(s): Sergei Khusainov |

| 30 de enero de 1996 | Spartak-Alania Vladikavkaz                                                                                            | 9 – 0 | Neftchi Fergana | CSKA Palace of Sports, Moscú                               |                                                            |
|                     | Revishvili 9' · Derkach 21' · Suleymanov 25' 36' · Kanishchev 47' 86' · Kavelashvili 64' · Tetradze 67' · Tedeyev 75' |       |                 | Asistencia: 2,000 espectadores Árbitro(s): Slavik Kazaryan | Asistencia: 2,000 espectadores Árbitro(s): Slavik Kazaryan |

### Semifinales
| 1 de febrero de 1996 | Dynamo Kiev                                                       | 4 – 0 | Dinamo Minsk | CSKA Palace of Sports, Moscú                              |                                                           |
|                      | Mykhaylenko 31' · Leonenko 41' · Pokhlebayev 57' · Shevchenko 59' |       |              | Asistencia: 3,900 espectadores Árbitro(s): Sergei Anokhin | Asistencia: 3,900 espectadores Árbitro(s): Sergei Anokhin |

| 1 de febrero de 1996 | Skonto Riga | 0 – 2 | Spartak-Alania Vladikavkaz | CSKA Palace of Sports, Moscú                          |                                                       |
|                      |             |       | Qosimov 58' · Derkach 89'  | Asistencia: 4,000 espectadores Árbitro(s): Vadim Zhuk | Asistencia: 4,000 espectadores Árbitro(s): Vadim Zhuk |

### Final
| 3 de febrero de 1996 | Spartak-Alania Vladikavkaz | 0 – 1 | Dynamo Kiev    | CSKA Palace of Sports, Moscú                          |                                                       |
|                      |                            |       | Shevchenko 81' | Asistencia: 4,500 espectadores Árbitro(s): Vadim Zhuk | Asistencia: 4,500 espectadores Árbitro(s): Vadim Zhuk |

## Campeón
| Copa de la CEI 1996      |
| ------------------------ |
| Bandera de Ucrania       |
| FC Dynamo Kyiv 1º Título |

## Máximos goleadores
| # | Futbolista              | Equipo                     | Goles |
| - | ----------------------- | -------------------------- | ----- |
| 1 | Uladzimir Makowski      | Dinamo Minsk               | 5     |
| 2 | Yevhen Pokhlebayev      | Dynamo Kiev                | 4     |
| 2 | Nazim Suleymanov        | Spartak-Alania Vladikavkaz | 4     |
| 2 | Kakhaber Gogichaishvili | Dinamo Tbilisi             | 4     |